# 1-я бригада торпедных катеров Балтийского флота
1-я Краснознамённая ордена Нахимова бригада торпедных катеров Краснознамённого Балтийского флота — тактическое соединение Краснознамённого Балтийского флота ВМФ СССР в годы Великой Отечественной войны.

## История
Ведёт свою историю от сформированного в 1928 году в составе Краснознамённого Балтийского флота (КБФ) отдельного дивизиона торпедных катеров. В 1934 году дивизион развёрнут в бригаду, которая продолжала пополняться новыми катерами и в 1940 году была разделена на две бригады и отдельный отряд торпедных катеров. В сентябре 1941 все торпедные катера КБФ были вновь объединены в одну бригаду. После выделения из её состава учебного отряда катеров она с 21 октября 1944 именовалась 1-я бригада торпедных катеров КБФ (1 БТКА КБФ).
В годы Великой Отечественной войны бригада участвовала в обороне Лиепая, Ханко, Таллина и Моонзундских островов; вела боевые действия против кораблей и конвоев противника в Рижском, Финском, Нарвском и Выборгском заливах; обеспечивала высадку морских десантов на острова Соммерсет, Бол. Тютерс, Моонзундского архипелага, в порты Кунда, Локса, Таллин, Палдиски, Виртсу, Пярну, Рённе и на косу Фрише-Нерунг (Балтийская); производила постановку минных заграждений; охраняла боевые корабли и транспортные суда на переходе морем; несла дозорную службу и выполняла другие задачи.
В ходе боевых действий бригада потопила 93 и повредила 32 различных корабля, транспорта и вспомогательные судна противника.
За героизм и боевое мастерство, проявленные личным составом, награждена орденом Красного Знамени (22 июля 1944) и орденом Нахимова 1-й степени (13 июля 1945).
Почти все матросы, старшины и офицеры бригады награждены орденами и медалями, а 11 из них присвоено звание Героя Советского Союза.

## Состав

### 22 июня 1941
- управление
- 1-й дивизион бригады торпедных катеров
- 2-й дивизион бригады торпедных катеров

### 22 февраля 1944
- управление
- 1-й гвардейский дивизион бригады торпедных катеров (1 гв. д-н БТКА КБФ) — ком-р Герой Советского Союза гв. капитан 3 ранга Осипов С. А.
- 2-й дивизион бригады торпедных катеров
- 3-й дивизион бригады торпедных катеров ком-р капитан 3 ранга Крючков А. П.
- 4-й дивизион БТКА: капитан 3-го ранга Осецкий Е. В.
- 5-й дивизион БТКА
- 6-й дивизион БТКА ком-р капитан 3 ранга Кожушко И. И.

## В составе
- Краснознамённого Балтийского флота

## Командиры
Во время войны бригадой командовали:
- капитан 1-го ранга В. С. Чероков (июнь — сентябрь 1941);
- капитан 2-го ранга В. А. Саламатин (сентябрь 1941 — июль 1942);
- капитан 1-го ранга Е. В. Гуськов (июль 1942 — декабрь 1943);
- капитан 1-го ранга Г. Г. Олейник (декабрь 1943 — апрель 1945);
- капитан 1-го ранга А. В. Кузьмин (апрель 1945 — до конца войны).

## Отличившиеся воины
За героизм, отвагу и мужество, проявленные личным составом бригады в боях с немецко-фашистскими захватчиками, сотни её воинов награждены орденами и медалями, а 11 из них присвоено звание Героя Советского Союза.
- Кусков, Виктор Дмитриевич
- Ущев, Борис Петрович.
- Матюхин, Григорий Иванович.
- Обухов, Александр Афанасьевич
- Гуманенко, Владимир Поликарпович
- Иванов, Иван Сергеевич
- Жильцов, Василий Маркович
- Осипов Сергей Александрович
- Свердлов, Абрам Григорьевич
- Старостин, Василий Михайлович
- Тихонов, Виктор Иванович

## Память
- Музей истории 1-й бригады торпедных катеров Балтийского флота школы № 15 города Санкт-Петербург[2].